# Prima Donna (Rufus Wainwright)
Prima Donna è un album discografico del cantante canadese Rufus Wainwright, pubblicato nel 2015.

## Il disco
Si tratta di un album doppio basato sull'opera omonima scritta dallo stesso Rufus Wainwright e presentata nel 2009.
La registrazione include performance di Janis Kelly, Kathryn Guthrie, Antonio Figueroa, Richard Morrison e Jayce Ogren, con la collaborazione della BBC Symphony Orchestra.
Il disco è stato accompagnato anche dall'uscita di una registrazione video dell'opera, dal titolo Prima Donna: A Symphonic Visual Concert, accompagnata da un film diretto dal regista italiano Francesco Vezzoli.

## Tracce

### Disco 1 (Atto 1)
1. Overture (BBC Symphony Orchestra, Jayce Ogren) – 6:07
2. Scene 1: 'Oh! Madame Saint Laurent !' (Janis Kelly, Kathryn Guthrie, BBC Symphony Orchestra, Ogren) – 3:01
3. Scene 2: Aria 'J'ai rêvé toute la nuit' (Kelly, BBC Symphony Orchestra, Ogren) – 2:59
4. Scene 3: 'Merci. Asseyez-vous' – 1:38
5. Scene 4: 'Ah ! Les soucis !' (Kelly, Guthrie, BBC Symphony Orchestra, Ogren) – 1:10
6. Scene 5: 'Aliénor, quelle femme merveilleuse' (Kelly, BBC Symphony Orchestra, Ogren) – 1:50
7. Scene 6: 'Mais non, Madame' (Kelly, Guthrie, BBC Symphony Orchestra, Ogren) – 2:51
8. Scene 7: 'Mais que se passe-t-il donc' (Kelly, Guthrie, Richard Morrison, BBC Symphony Orchestra, Ogren) – 1:59
9. Scene 8: 'À l'époque, François, avant' – 2:15
10. Scene 9: 'Cet appartement' – 1:32
11. Scene 10: 'Mon dieu qu'il est laid !' – 2:06
12. Scene 11: 'À ton âge, François' (Morrison, BBC Symphony Orchestra, Ogren) – 2:42
13. Scene 12: 'Voici le journaliste !' (Antonio Figueroa, Morrison, BBC Symphony Orchestra, Ogren) – 2:25
14. Scene 13: 'Bonjour, Madame Saint Laurent' – 2:14
15. Scene 14: 'Quand j'étais jeune étudiant' – 3:10
16. Scene 15: 'Madame Saint Laurent' (Kelly, Figueroa, BBC Symphony Orchestra, Ogren) – 1:15
17. Scene 16: 'La Première' (Kelly, Guthrie, Figueroa, Morrison, BBC Symphony Orchestra, Ogren) – 2:32
18. Scene 17: 'Régine quelle majesté' – 3:14
19. Scene 18: 'Abandonne, pose ta couronne' – 3:05
20. Scene 19: 'Charmant, tout à fait' (Kelly, Figueroa, BBC Symphony Orchestra, Ogren) – 2:10
21. Scene 20: 'Oh, ma voix !' (Kelly, Guthrie, Morrison, BBC Symphony Orchestra, Ogren) – 0:59
22. Scene 21: 'Oh ma douleur !' (Kelly, Guthrie, Figueroa, Morrison, BBC Symphony Orchestra, Ogren) – 5:17
23. 'Revenez donc ce soir' – Scene 22: Interlude (Figueroa, Morrison, BBC Symphony Orchestra, Ogren) – 1:55
24. Scene 23: The Kiss (BBC Symphony Orchestra, Ogren) – 1:15

### Disco 2 (Atto 2)
1. Overture (BBC Symphony Orchestra, Ogren) – 3:31
2. Scene 1: 'Dans mon pays de Picardie' (Guthrie, BBC Symphony Orchestra, Ogren) – 5:04
3. Scene 2: 'Excusez-moi, Monsieur Philippe' (Guthrie, Morrison, BBC Symphony Orchestra, Ogren) – 4:09
4. Scene 3: 'Vocalise' – 2:53
5. Scene 4: 'Et maintenant, Aliénor, à nous deux' – 1:04
6. Aria 'Quand j'étais jeune étudiante' (Kelly, BBC Symphony Orchestra, Ogren) – 5:43
7. Scene 5: 'Dans ce jardin' (Kelly, Figueroa, BBC Symphony Orchestra, Ogren) – 9:54
8. Scene 6: Meditation (BBC Symphony Orchestra, Ogren) – 6:11
9. Scene 7: 'C'est impossible !' (Kelly, Guthrie, Morrison, BBC Symphony Orchestra, Ogren) – 4:02
10. Scene 8: 'Maintenant il est temps' (Guthrie, Figueroa, Morrison, BBC Symphony Orchestra, Ogren) – 3:30
11. Scene 9: 'Je suis heureuse' (Kelly, Guthrie, Figueroa, BBC Symphony Orchestra, Ogren) – 3:48
12. Scene 10: Aria 'Prenez-le donc' (Kelly, BBC Symphony Orchestra, Ogren) – 6:11
13. Scene 11: Final Interlude (BBC Symphony Orchestra, Ogren) – 5:13
14. Scene 12: Brief Percussion Fireworks Music – Aria 'Les feux d'artifice' (Kelly, BBC Symphony Orchestra, Ogren) – 6:56